# Лук канадский
Лук канадский (лат. Allium canadense) — многолетнее травянистое растение, вид рода Лук (Allium) семейства Амариллисовые (Amaryllidaceae). Произрастает в восточной части Северной Америки от Техаса до Флориды, Нью-Брансуика и Монтаны. Кроме этого, культивируется в других регионах как декоративное и садовое кулинарное растение, натурализовано на Кубе.

## Ботаническое описание
Лук канадский имеет съедобную луковицу, покрытую плотной кожицей из коричневых волокон. У растения сильный запах и вкус лука. Листья узкие, похожие на траву берут начало у основания стебля, увенчанного куполообразным скоплением звездообразных, розовых или белых цветков. В некоторых случаях цветки заменяются образованием небольших луковиц. При наличии цветков последние являются гермафродитными (имеющими как мужские, так и женские органы) и опыляются американскими пчёлами (не медоносными пчёлами) и другими насекомыми. Цветёт весной и в начале лета, с мая по июнь.

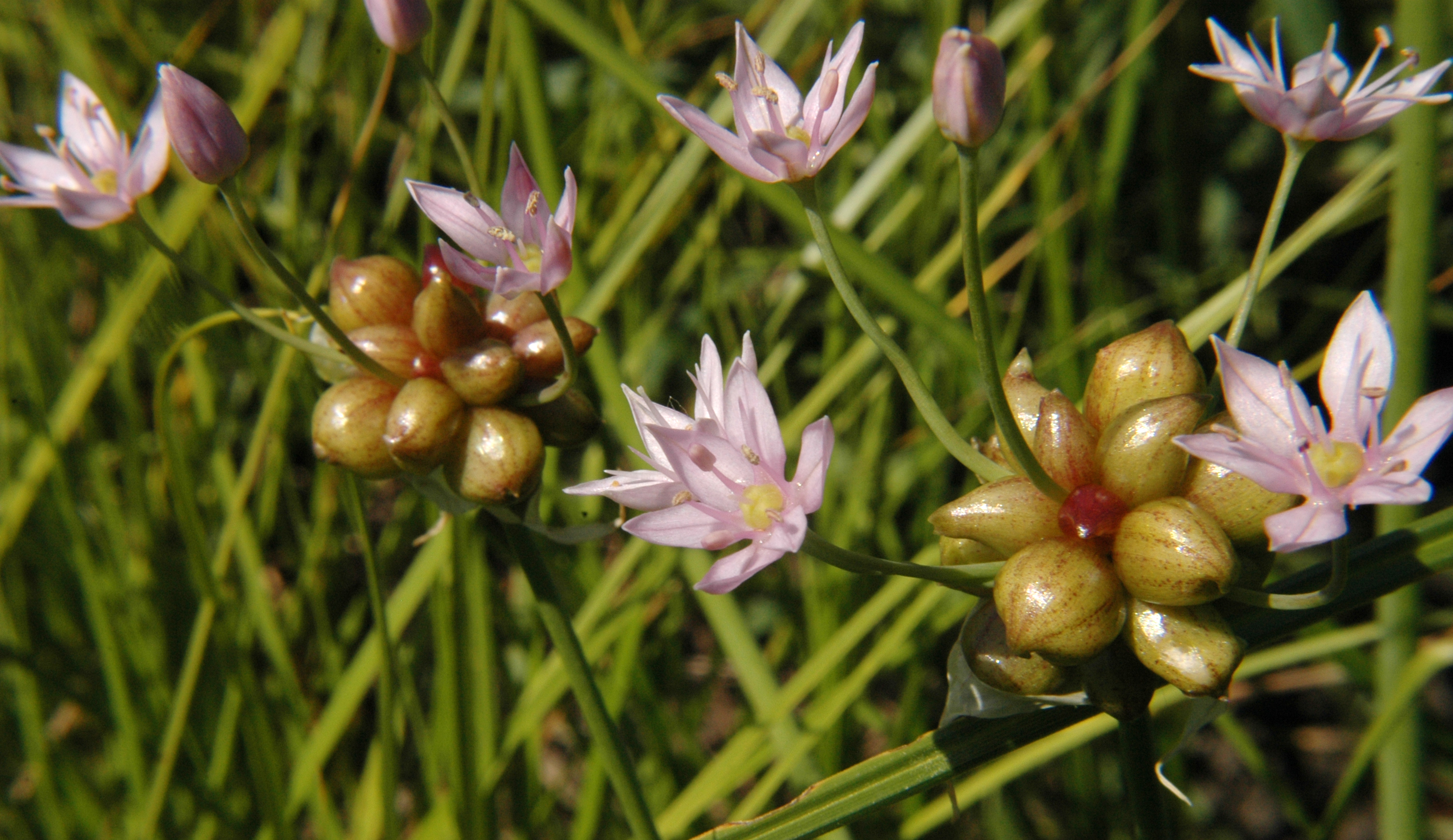
Цветки и луковицы
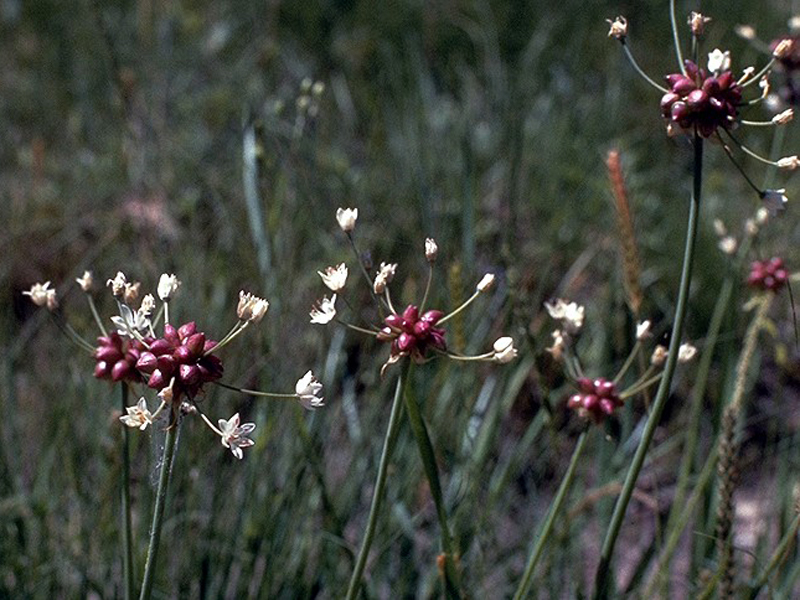
Цветущий лук канадский
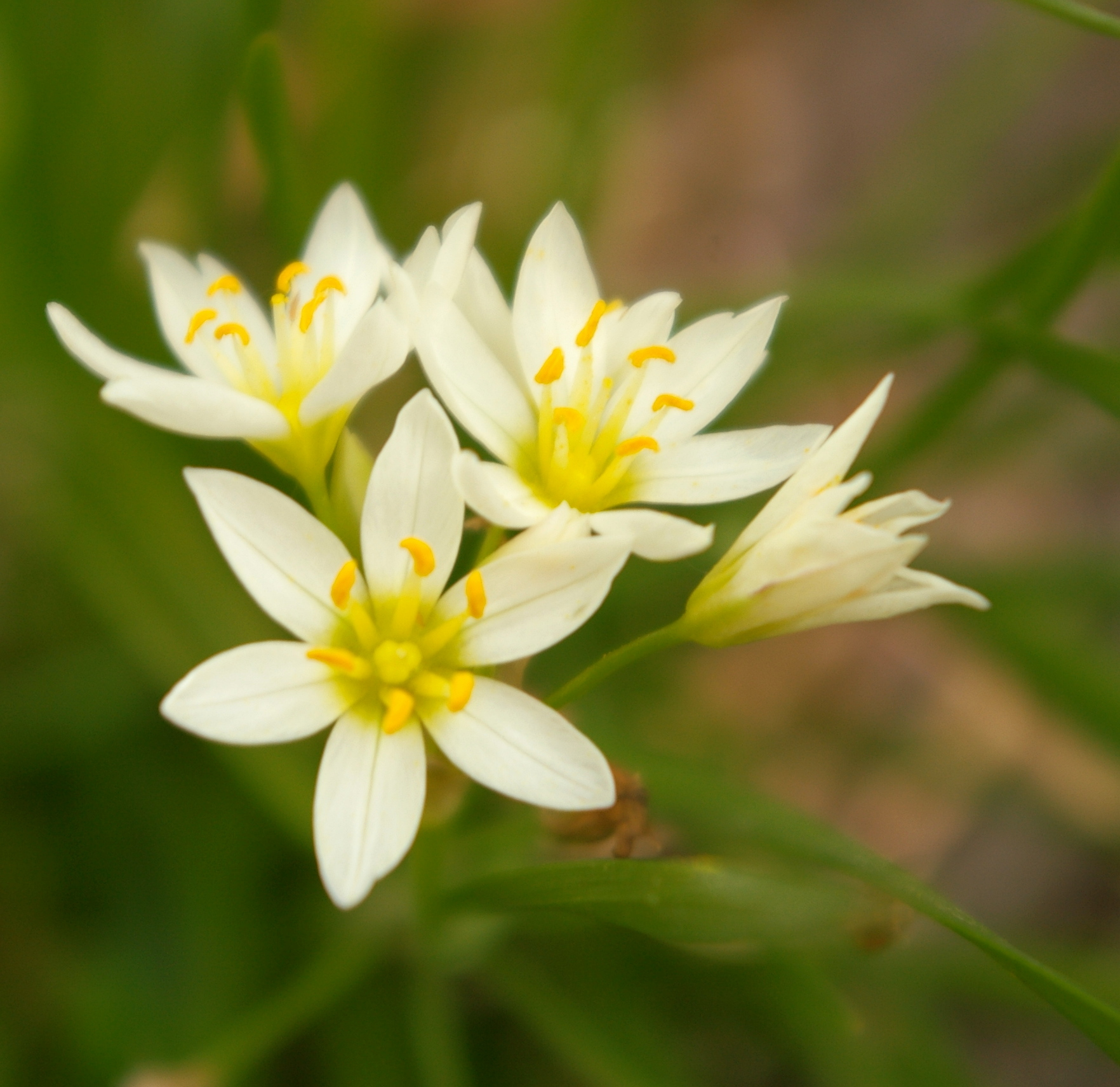
Цветки
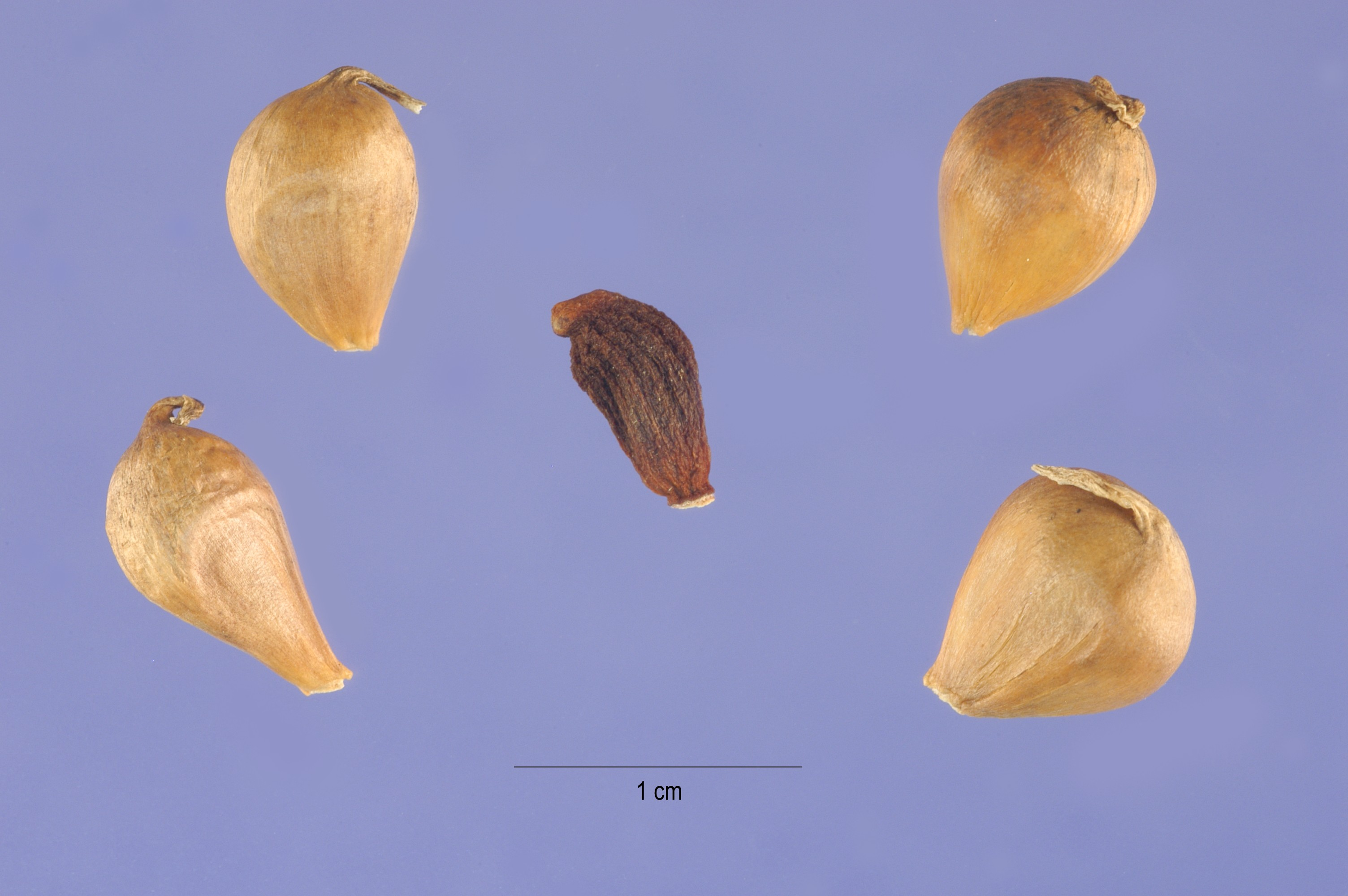
Семена
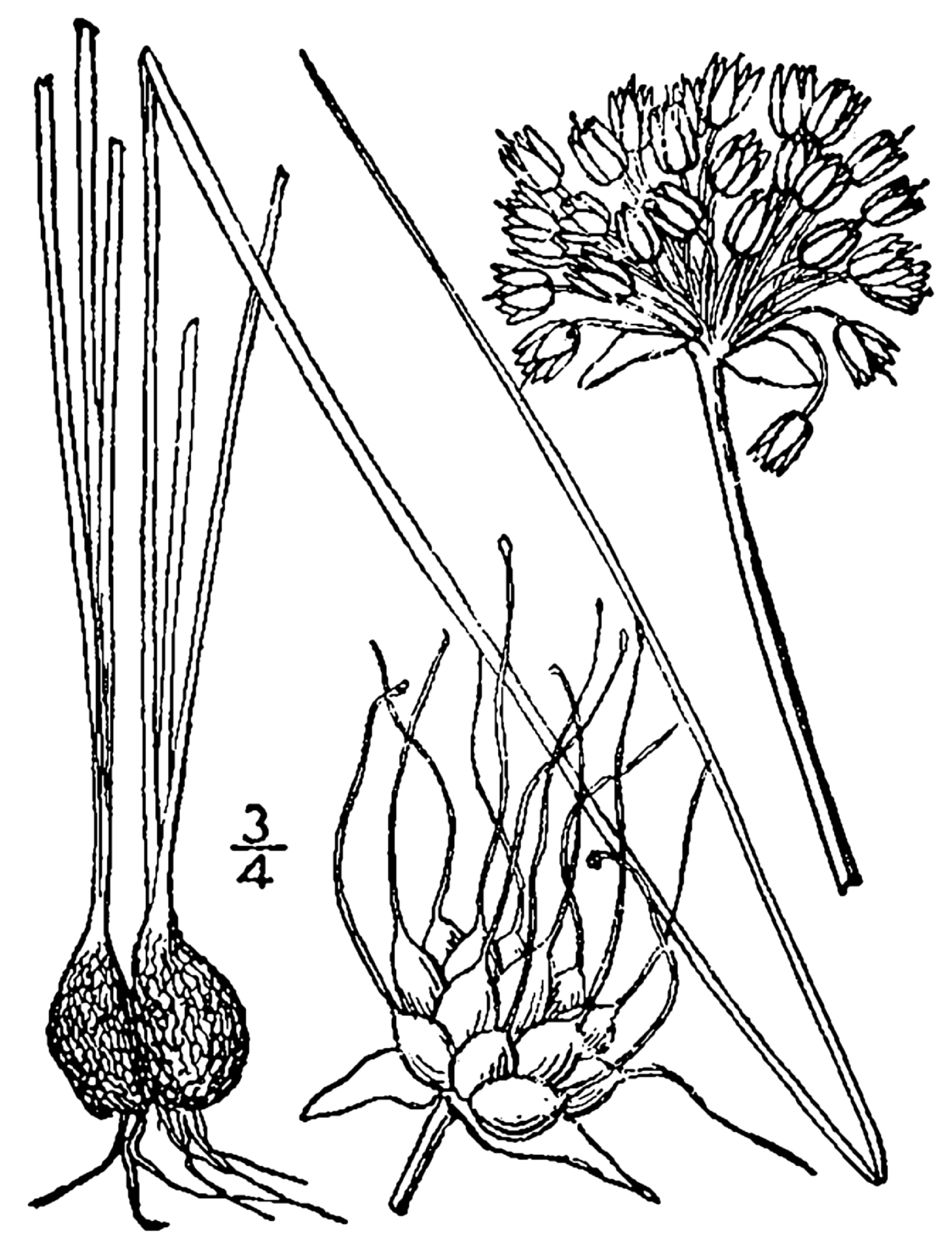
Иллюстрация 1913 года

## Разновидности
Форма лука канадского, образующая луковицы, классифицируется как A. canadense var. canadense. Ранее считалось, что лук многоярусный (Allium proliferum) может быть родственником этого растения, но теперь известно, что культивируемый лук многоярусный является гибридом между обычным луком репчатым (A. cepa) и луком-батуном (A. fistulosum).
Широко известны пять разновидностей лука канадского:
- Allium canadense var. canadense — большая часть цветоножек заменяется луковицами, редко дающими плоды или семена; большая часть ареала вида;
- Allium canadense var. ecristatum Ownbey — листочки околоцветника тёмно-розовые и довольно толстые; прибрежная равнина Техаса
- Allium canadense var. fraseri Ownbey — цветки белые; Великие равнины от Техаса до Канзаса;
- Allium canadense var. hyacinthoides (Bush) Ownbey — листочки околоцветника розовые, тонкие, цветки ароматные; северный Техас и южная Оклахома;
- Allium canadense var. lavandulare (Bates) Ownbey & Aase — цветки лавандовые, не ароматные; от северного Арканзаса до Южной Дакоты;
- Allium canadense var. mobilense (Regel) Ownbey — цветки сиреневые, цветоножки нитевидные; юго-восток США.

## Применение
Лук канадский выращивают как овощ в приусадебных участках Кубы, локально разбросанных на юге и западе острова. Раньше коренные американцы и европейские поселенцы его собирали в дикой природе для употребления в пищу. Индейцы чероки продолжают традицию собирать и готовить дикий лук ранней весной. Различные индейские племена также использовали растение для других целей: например, растирали его на теле для защиты от укусов насекомых, ящериц, скорпионов и пауков-птицеедов.
Всё растение можно есть в сыром виде, с удалением более жестких внешних слоев. Его также можно приготовить и включить в любой рецепт с луком.
Это растение может вызвать гастроэнтерит у маленьких детей, которые проглатывают его части. Хроническое употребление луковиц в пищу снижает поглощение йода щитовидной железой, что может привести к недостаточности щитовидной железы. Никакого специального лечения, кроме обильного питья для предотвращения обезвоживания, не предлагается. Поедание этого лука домашним скотом может приводить к отравлению и даже смерти. У лошадей в результате употребления в пищу листьев этого лука развивается гемолитическая анемия.